# Moon Sang-min
Moon Sang-min (en hangul, 문상민; nacido el 14 de abril de 2000) es un actor surcoreano.

## Vida personal
Moon Sang-min nació el 14 de abril de 2000 en Cheongju, provincia de Chungcheong del Norte. Su familia está formada por sus padres y un hermano mayor. Se graduó en el Departamento de Modelos de Moda de la Hanlim Multi Art School, y actualmente estudia actuación en la Universidad Sungkyunkwan.

## Carrera
Moon debutó como modelo para la Colección Caruso en 2018, y al año siguiente debutó también como actor con la serie web Four Reasons I Hate Christmas. A continuación intervino en otras dos series web: interpretó el papel del aspirante a fotógrafo Jeong-woo en Finally Colored, y el de Jo Ah-seo, un miembro del equipo de natación, en The Mermaid Prince: The Beginning. En 2021 participó en una serie de más eco entre el público, Mi nombre, donde es Ko Gun-pyung, el detective más joven de la Unidad de Investigación de Narcóticos.
A finales de 2022 tuvo un papel más destacado en la serie de tvN Bajo el paraguas de la reina, como el príncipe Sung-nam, el rebelde segundo hijo de la protagonista que acaba convirtiéndose en el príncipe heredero. Este papel le valió varios premios importantes como mejor actor revelación del año, como los Baeksang Arts y los APAN Star, y supuso un gran aumento de popularidad para Moon. Además, lo puso en el foco de la industria publicitaria: el 29 de noviembre de ese año su agencia anunció que el actor había recibido ofertas de unas veinte empresas, de marcas de moda (Buckaroo), tiendas en línea, relojes (Romanson) y juegos, entre otras.
Comenzó 2024 con una nueva serie de tvN, Wedding Impossible, pero ya con su primer papel protagonista: el de Lee Ji-han, el nieto de una familia chaebol que hace todo lo posible para sabotear la falsa boda de su hermano mayor. Del mismo año es otro papel protagonista en Cinderella at 2 AM, serie cuya emisión estaba prevista para el canal JTBC pero que pasó a una solución mixta: la plataforma Coupang Play y el canal de pago Channel A. Su personaje es de nuevo un joven chaebol que no quiere renunciar a su amor por una mujer pese a las diferencias de edad y estatus entre ambos.

## Filmografía

### Series de televisión
| Año  | Título                            | Papel                  | Canal                  | Notas                     | Ref.          |
| ---- | --------------------------------- | ---------------------- | ---------------------- | ------------------------- | ------------- |
| 2019 | Four Reasons I Hate Christmas     | Yeom Se Jin            |                        | Serie web                 | [ 11 ]        |
| 2020 | The Colors of Our Time            | Jungwoo                |                        | Serie web                 | [ 12 ]        |
| 2020 | The Mermaid Prince: The Beginning | Jo Ah-seo              |                        | Serie web                 |               |
| 2021 | Mi nombre                         | Ko Gun-pyung           | Netflix                | Serie web                 | [ 4 ]         |
| 2022 | Bajo el paraguas de la reina      | Gran Príncipe Sung-nam | tvN                    |                           | [ 13 ] [ 14 ] |
| 2023 | Duty After School                 | Wang Tae-man           | TVING                  | Serie web                 | [ 15 ] [ 16 ] |
| 2024 | Wedding Impossible                | Lee Ji-han             | tvN                    | Protagonista              | [ 17 ] [ 18 ] |
| 2024 | Cinderella at 2 AM                | Seo Joo-won            | Coupang Play/Channel A | Protagonista              | [ 10 ] [ 19 ] |
| 2024 | Love Your Enemy                   | Seok Ban-hee de joven  | tvN                    | Aparición especial, ep. 1 | [ 20 ]        |

## Otras actividades

### Variedades televisivas
| Año  | Título                   | Hangul          | Función  | Canal        | Notas                | Ref.                 |
| ---- | ------------------------ | --------------- | -------- | ------------ | -------------------- | -------------------- |
| 2019 | Verdadero gran romance 2 | 리얼하이로맨스2 | Invitado | Naver V Live | Programa semanal web | [ 21 ] [ 22 ] [ 23 ] |

## Premios y nominaciones
| Año  | Premios                   | Categoría                           | Papel                        | Resultado | Ref.          |
| ---- | ------------------------- | ----------------------------------- | ---------------------------- | --------- | ------------- |
| 2023 | APAN Star Awards          | Mejor actor revelación              | Bajo el paraguas de la reina | Ganador   | [ 24 ] [ 25 ] |
| 2023 | Asia Artist Awards        | Mejor actor revelación              | —                            | Ganador   | [ 26 ] [ 27 ] |
| 2023 | Baeksang Arts Awards      | Mejor actor revelación - televisión | Bajo el paraguas de la reina | Ganador   | [ 28 ]        |
| 2023 | Blue Dragon Series Awards | Mejor actor revelación              | Duty After School            | Nominado  | [ 29 ]        |
| 2023 | Korea First Brand Awards  | Mejor actor revelación              | Bajo el paraguas de la reina | Ganador   | [ 30 ]        |